# Clathrogaster beccarii
Clathrogaster beccarii är en svampart som beskrevs av Petri 1900. Clathrogaster beccarii ingår i släktet Clathrogaster och familjen Hysterangiaceae.   Inga underarter finns listade i Catalogue of Life.